# 豊岡市立日高東中学校
豊岡市立日高東中学校（とよおかしりつ ひだかひがしちゅうがっこう）は、兵庫県豊岡市日高町にある公立中学校。
地元での通称は「東中」、「東中学校」。

## 沿革
- 1947年（昭和22年）4月1日 - 国府村八代村学校組合立国府中学校開校[2]。
- 1948年（昭和23年）
  - 1月28日 - 国府中学校八代分校設置。
  - 4月1日 - 日高町立日高中学校開校。
- 1952年（昭和27年）4月1日 - 八代分校独立し八代村立八代中学校開校、国府中学校は国府村立となる。
- 1955年（昭和30年）3月25日 - 町村合併により国府・八代中は日高町立となる。
- 1965年（昭和40年）4月1日 - 国府・八代・日高の3校を統合し日高町立日高東中学校開校、三校舎に分かれて授業を行う。
- 1965年（昭和43年）4月8日 - 校舎竣工により、開校式及び入学式を挙行。
- 2005年（平成17年）4月1日 - 市町村合併により豊岡市立日高東中学校と改称。

## 校歌
作詞　校歌制定委員会

作曲　湯山　昭
一　見はるかす　高生の広野　大地に

　　深く根づきて　高木と

　　伸びて行かなむ　この心

　　見よ　進むべき道開く

　　おお　若きわれら

　　日高東中学　誇りあれ

二　仰ぎ見る　寿留喜の高嶺　青空に

　　強くはばたく　大鳥と

　　育ち行かなむ　この力

　　聞け　新しき鐘は鳴る

　　おお　若きわれら

　　日高東中学　希望あれ

三　古の　高き文化の　跡どころ

　　未来に続く　栄光の

　　歴史創らむ　このつとめ

　　起て　たゆみなく世は進む

　　おお　若きわれら

　　日高東中学　栄えあれ

## 学区
- 豊岡市立日高小学校
- 豊岡市立府中小学校
- 豊岡市立清修小学校
- 豊岡市立八代小学校

からの児童が入学する。

## 部活動

### 運動部
- 野球部
- ソフトボール部
- 男子バスケットボール部
- バレーボール部
- 陸上競技部
- ソフトテニス部
- 剣道部

### 文化部
- 吹奏楽部
- 美術部
- 生活活動部

## 著名な出身者
- 植村直己 - 冒険家
- ユリオカ超特Q - お笑い

## 通学区域が隣接している学校
- 豊岡市立日高西中学校
- 豊岡市立竹野中学校
- 豊岡市立豊岡北中学校
- 豊岡市立豊岡南中学校
- 豊岡市立出石中学校
- 養父市立八鹿青渓中学校